# Steve Howey
Steven Michael Robert (San Antonio, Texas; 12 de julio de 1977), conocido como Steve Howey, un actor estadounidense de cine y televisión, conocido por su papel como Kevin en la serie de TV 
Shameless, y en películas como Supercross, DOA: Dead or Alive y Guerra de novias.

## Biografía
Howey nació en San Antonio, Texas, es hijo del director Bill Howey y Carla. Él tiene dos hermanos mayores: Bret y Tammy. Sus padres se trasladaron a Los Ángeles, donde asistió a la primaria y la mayor parte de la escuela secundaria. Después de mudarse a Denver para completar su último año, obtuvo una beca de baloncesto para la Universidad del Noreste en Sterling, Colorado. Sin embargo, durante su segundo año, empezó a perder interés en el baloncesto y comenzó a concentrarse en la actuación, uniéndose a clases de actuación de su padre.

### Matrimonio
Howey estaba casado con la actriz Sarah Shahi. Los dos se comprometieron en junio de 2007, mientras estaban de vacaciones en Hawái, y se casaron el 7 de febrero de 2009, en Las Vegas. 
El 8 de julio de 2009 tuvieron su primer hijo, William Wolf Howey.
Shahi ha trabajado con el padre de Steve. Actualmente vive en Los Ángeles, California.

## Carrera
Steve ha sido estrella invitada en programas de televisión como ER (1994) y The Drew Carey Show (1995). También protagonizó y produjo la película independiente Class (1998), escrita y dirigida por su padre y que se proyectó en el Festival de Cine Internacional de Denver.
En 2001, obtuvo su primer rol cuando fue elegido como Van Montgomery en Reba. Permaneció allí hasta que la serie fue cancelada en 2007.
En 2005, protagonizó la película de acción Supercross como KC Carlyle, un piloto de MX. También actuó en la película DOA: Dead or Alive, junto a Jaime Pressly y Eric Roberts. En 2009, protagonizó Guerra de novias, con Anne Hathaway y Kate Hudson (con quien también protagonizó la película de 2011 Something Borrowed). Howey también hizo el papel del personaje principal en la película de 2009 Stan Helsing, y apareció en la serie de televisión Psych.
Desde 2011 a 2021, fue uno de los protagonistas de la serie Shameless, donde interpreta al personaje de Kevin Ball, vecino de la familia Gallagher.

## Filmografía

### Cine
| Año  | Título              | Personaje       | Notas               |
| ---- | ------------------- | --------------- | ------------------- |
| 1998 | Class               | Jim             | También coproductor |
| 2005 | Supercross          | K.C. Carlyle    |                     |
| 2006 | DOA: Dead or Alive  | Weatherby       |                     |
| 2009 | Bride Wars          | Daniel Williams |                     |
| 2009 | Still Waiting...    | Agnew           | Vídeo               |
| 2009 | Stan Helsing        | Stan Helsing    |                     |
| 2011 | Conception          | Joel            |                     |
| 2011 | Losing Control      | Terry           |                     |
| 2011 | Something Borrowed  | Marcus          |                     |
| 2012 | Monster Roll        | Brody           | Corto               |
| 2013 | Wrong Cops          | Sandy / Michael |                     |
| 2014 | In Your Eyes        | Bo Soames       |                     |
| 2015 | See You in Valhalla | Makewi          |                     |
| 2016 | Love on the Run     | Rick            |                     |
| 2016 | Unleashed           | Sam             |                     |
| 2018 | Game Over, Man!     | Rich            |                     |
| 2018 | Making Babies       | John Kelly      | Posproducción       |
| 2019 | Stuber              | Felix           |                     |
| TBA  | Day Shift           | N/A             | Se está filmando    |

1. 2018 -  John Kelly.

### Televisión
| Año       | Título                            | Personaje                | Notas                                       |
| --------- | --------------------------------- | ------------------------ | ------------------------------------------- |
| 1999      | Pacific Blue                      | N/A                      | Episodio: "Silicone Valley of the Dolls"    |
| 1999–2000 | Totally Tooned In                 | Narrador                 | Episodios desconocidos                      |
| 2000      | Get Real                          | Chris DeFalco            | Episodio: "Falling from Grace"              |
| 2000      | ER                                | Quarterback Elizey       | Episodio: "Homecoming"                      |
| 2000      | The Drew Carey Show               | Estudiante               | Episodio: "Be Drew to Your School"          |
| 2001      | Any Day Now                       | Troy                     | Episodio: "Everyone Deserves to be Loved"   |
| 2001–2007 | Reba                              | Van Montgomery           | 125 Episodios                               |
| 2006      | Twins                             | Zack                     | Episodio: "Blast from the Past"             |
| 2007      | The Beast                         | Ty Troop                 | Película de televisión                      |
| 2008      | Five Year Plan                    | Mickey                   | Película de televisión                      |
| 2009      | Surviving Suburbia                | Brock                    | Episodio: "Three End Tables"                |
| 2009      | Ctrl                              | Ben Piller               | 10 Episodios                                |
| 2010      | State of Romance                  | Mike                     | Episodio: "Pilot"                           |
| 2010      | Psych                             | Derek                    | Episodio: "Thrill Seekers and Hell Raisers" |
| 2011      | Love Bites                        | Kell                     | Episodio: "Firsts"                          |
| 2011–2021 | Shameless                         | Kevin "Kev" Ball         | 134 Episodios                               |
| 2013      | New Girl                          | Jax McTavish             | Episodio: "Tinfinity"                       |
| 2013      | Sons of Anarchy                   | Hopper                   | 3 Episodios                                 |
| 2014      | Jennifer Falls                    | Frank                    | Episodio: "The Virginity Thief"             |
| 2014      | Where's This Party?               | Marco Santini            | Película de televisión                      |
| 2015      | Workaholics                       | Blue Knight DeMamp       | Episodio: "Gramps DeMamp Is Dead"           |
| 2017      | Blue & Green                      | Michiga'n                | Película de televisión                      |
| 2017      | Law & Order: Special Victims Unit | Andy "Monster" McPherson | Episodio: "Intent"                          |
| 2018      | SEAL Team                         | Danny Cooper             | 3 Episodios                                 |
| 2019      | Dead to Me                        | Jason                    | Episodio: "I've Gotta Get Away"             |
| 2023      | True Lies                         | Harry Tasker             | 13 episodes                                 |
| 2024      | Brilliant Minds                   | Wyatt James              | Episodio: "The Lost Biker"                  |
| 2024      | Happy's Place                     | Danny                    | Temporada 1 episodio 7 "Ho-Ho-Howey"        |